# Oblivious (programma televisivo)
Oblivious è stato un programma televisivo italiano con la Premiata Ditta andato in onda dal 22 marzo 2003 su Italia 1, inizialmente il sabato pomeriggio e poi in fascia preserale dal lunedì al venerdì.

## Il programma
Il programma era basato su un omonimo format statunitense e fondeva il genere del quiz a quello della candid camera; i quattro componenti della Premiata Ditta, infatti, avvicinavano ignari passanti in luoghi pubblici ponendo loro una domanda di cultura generale; se la risposta data dal passante era giusta, veniva loro consegnata una banconota da 20 euro e il conduttore, rivolto alla telecamera, diceva "Oblivious".
In altre occasioni, uno dei quattro vestiva i panni di un dipendente di un'attività pubblica, come parrucchieri o commessi di negozi, e poneva al cliente cinque domande; al termine della candid, veniva consegnato al cliente l'equivalente della loro vincita a seconda delle risposte esatte (20 euro per ogni domanda).
A volte a un concorrente veniva proposto di prendere parte a una candid camera come protagonista.
Il format era stato ideato da Mast Media e prodotto nella sua versione italiana dalla Europroduzione.